# Beniamino Gigli
Beniamino Gigli (ur. 20 marca 1890 w Recanati, zm. 30 listopada 1957 w Rzymie) – włoski tenor, „bożyszcze milionów”.
W 1911 r. wygrał lokalny konkurs śpiewaczy, którego nagrodą było miejsce w rzymskiej Akademii Św. Cecylii. Kształcił się tam u Cotogniego, Perosiego i Rosatiego. W lipcu 1914 r. zdobył pierwszą nagrodę na konkursie w Parmie. Debiutował na scenie operowej w Rovigo k. Wenecji w roli Enza w operze Gioconda Amilcare Ponchiellego. W 1917 r. wszedł na scenę Teatro Costanzi w Rzymie, a w 1920 został zaangażowany przez Toscaniniego do La Scala do partii Fausta w Mefistolesie Boita. Po śmierci Enrica Carusa w 1921 r. został wylansowany w Ameryce na jego następcę, śpiewając przez dwanaście sezonów w Metropolitan Opera w Nowym Jorku. W latach 1932–1938 koncertował głównie we Włoszech, później w Covent Garden oraz ponownie USA.
II wojnę światową spędził we Włoszech, występując głównie w La Scali. Śpiewał często wspólnie z córką Riną Gigli (ur. 1916 w Neapolu), sopranistką.
Wykonywał partie liryczne w operach Giuseppe Verdiego, Giacoma Pucciniego (Cyganeria) i Ponchiellego, a także popularne pieśni włoskie, szczególnie neapolitańskie.
Grał role w wielu filmach muzycznych. Jego autobiografia Confidenze (Pamiętniki) z 1943 r. zostały wydane w Polsce w 1973.